# Bromley F.C.
Bromley FC là một câu lạc bộ bóng đá chuyên nghiệp có trụ sở tại Bromley, Greater London, Anh. Câu lạc bộ hiện thi đấu tại National League, cấp độ thứ 5 của bóng đá Anh, và có sân nhà ở Hayes Lane.

## Danh hiệu
- National League
  - Nhà vô địch National League South mùa giải 2014–15
- Isthmian League
  - Nhà vô địch các mùa giải 1908–09, 1909–10, 1953–54, 1960–61
- Athenian League
  - Nhà vô địch các mùa giải 1922–23, 1948–49, 1950–51
- Spartan League
  - Nhà vô địch mùa giải 1907–08
- London League
  - Nhà vô địch Division Two mùa giải 1896–97
- FA Amateur Cup
  - Nhà vô địch các mùa giải 1910–11, 1937–38, 1948–49
- London Senior Cup
  - Nhà vô địch các mùa giải 1909–10, 1945–46, 1950–51, 2002–03, 2012–13[2]
- Kent Senior Cup
  - Nhà vô địch các mùa giải 1949–50, 1976–77, 1991–92, 1996–97, 2005–06, 2006–07[2]
- London Challenge Cup
  - Nhà vô địch mùa giải 1995–96[2]
- Kent Floodlit Trophy
  - Nhà vô địch mùa giải 1978–79[2]
- Kent Amateur Cup
  - Nhà vô địch các mùa giải 1907–08, 1931–32, 1935–36, 1936–37, 1938–39, 1946–47, 1948–49, 1950–51, 1952–53, 1953–54, 1954–55, 1959–60[2]

## Thống kê
- Thành tích tốt nhất tại FA Cup: Vòng hai các mùa giải 1937–38, 1938–39, 1945–46[3]
- Thành tích tốt nhất tại FA Trophy: Vòng chung kết mùa giải 2017–18[3]
- Kỷ lục khán giả đến sân: 10,789 người trong trận đấu với Nigeria XI, tháng 9 năm 1948[4]
- Chiến thắng đậm nhất: 13–1 trước Redhill, Athenian League mùa giải 1945–46[5]
- Thất bại đậm nhất: 1-11 trước Barking, Athenian League mùa giải 1933–34[5]
- Cầu thủ ra sân nhiều nhất: George Brown (1938–1961)[5]
- Cầu thủ ghi bàn nhiều nhất: George Brown, 570 (1938–1961)[5]
- Phí chuyển nhượng kỷ lục đươc nhận: Số tiền không được tiết lộ từ Portsmouth cho cầu thủ Reeco Hackett-Fairchild, tháng 1 năm 2020[6]